# Hútysko
Hútysko (ucraniano: Гу́тисько) es un pueblo de Ucrania perteneciente al municipio rural de Naráyiv, en el raión de Ternópil de la óblast de Ternópil.
En 1567, el pueblo tenía una población de 122 habitantes.
Se ubica unos 2 km al este de Pidvysoke.

## Historia
Antes de la formación del actual municipio de Naráyiv en 2019, el pueblo era una pedanía del consejo rural de Pidvysoke, en el raión de Berezhany.